# Marilú (muñeca)
Marilú fue una muñeca de pasta argentina producida entre 1932 y 1960, considerada la más famosa y recordada del país, y un icono de la historia del juguete nacional. Fue creada por Alicia Larguía, quien se inspiró en el antecedente francés de Bleuette, muñeca que se conseguía a través de la célebre revista para niñas La Semaine de Suzette. Buscando repetir este modelo, Larguía lanzó a Marilú en asociación con la Editorial Atlántida, la cual se encargó de publicar anuncios y moldes de ropa para la muñeca en su revista infantil Billiken, la de mayor difusión en Latinoamérica en ese momento. Ante el éxito inmediato de la muñeca, Atlántida también publicó la revista para niñas Marilú, editada semanalmente entre 1933 y 1936. Los anuncios y textos publicados en Billiken y la revista Marilú construyeron una narrativa alrededor de la muñeca que promovía el estilo de vida burgués y un tipo aceptado de femineidad, a la vez que moldeaban a las niñas como consumidoras.
La muñeca originalmente era importada desde Alemania, fabricada por la firma Kämmer & Reinhardt. En algún momento entre 1935 y 1936, Larguía cambió de proveedor y empezó a encargar las muñecas a la firma König & Wernicke, también alemana. Durante sus primeros años, Marilú fue comercializada en un local de Atlántida en Buenos Aires. La muñeca se vendía junto a una variedad de otros productos, como ropa, accesorios y muebles. En 1934, Larguía se independizó de la editorial y abrió su icónica tienda —la Casa Marilú— en la calle Florida, que además de vender la muñeca y sus accesorios, funcionó como una prestigiosa casa de modas prêt-à-porter para niñas y jovencitas.
Tras el estallido de la Segunda Guerra Mundial en 1939, la fabricación de Marilú pasó a realizarse íntegramente en Argentina a través de Bebilandia, una de las primeras fábricas nacionales de muñecas. La nueva firma produjo una gran variedad de modelos además de Marilú, entre los cuales se destacó el muñeco bebé Bubilay, que fue presentado como el hermano menor de Marilú y también contó con numerosos complementos. Tras vivir un período de auge en los años 1940, en la década siguiente los productos de Bebilandia comenzaron a ser eclipsados por los de otras firmas nacionales, aunque Marilú y Bubilay mantuvieron su posición como las más populares entre las niñas. Sin embargo, las nuevas muñecas de plástico fueron ganando lugar en la industria hasta imponerse definitivamente, provocando el cese de la producción de Marilú y los demás productos de Bebilandia.
Marilú fue un gran éxito comercial durante sus años de existencia, idolatrada por las niñas de clase media alta del país de las décadas de 1930, 1940 y 1950. Aunque el juego que proponía la muñeca era, por un lado, el de la transmisión de la maternidad en las niñas —que eran llamadas las mamitas de la muñeca—, su vínculo con la moda y la vestimenta ocupó también un rol central: los avisos alentaban a las niñas a cambiar y renovar la ropa de la muñeca según la ocasión o temporada, y las revistas Billiken y Marilú incluían moldes para que las niñas o alguien de su familia cosan el vestuario de la muñeca, además de textos con instrucciones y consejos de moda. Por esta razón, Marilú puede ser considerada una fashion doll, ubicándose en la genealogía de otras muñecas como las Gaultier, las Huret, o las más recientes Vogue dolls y Barbies.

## Historia

### 1932–1939: Origen y consolidación
Marilú fue creada por la profesora de letras de alta sociedad Alicia Larguía, inspirada en el antecedente francés de Bleuette, una muñeca que la célebre revista para niñas La Semaine de Suzette regalaba a sus suscriptoras, además de publicar semanalmente moldes para coserle un ajuar. Como en Argentina no existía una revista para niñas con esas características, Larguía recurrió a la revista infantil Billiken —la de mayor difusión en Latinoamérica en ese momento— ya que «estaba próxima en formato e ideología». La amistad entre Larguía y la familia Virgil, propietaria de la Editorial Atlántida que publicaba Billiken, fue determinante para que Marilú se lanzara a través de la revista infantil. La muñeca fue lanzada al mercado en noviembre de 1932, y sus primeras remesas se vendieron en un sector que la librería Atlántida le cedió a Larguía en su local de Lavalle 720, Buenos Aires. Billiken publicaba avisos y una sección semanal de moldes para que las niñas —que eran llamadas mamitas— pudieran coser ropa para la muñeca, ligándola definitivamente con la editorial.
Los primeros modelos de Marilú eran importados desde Alemania, que en aquella época tenía la dominancia absoluta en la exportación de juguetes, imponiéndose sobre una industria francesa en declive. Larguía tenía una relación estrecha con este país, ya que era el lugar de nacimiento de su madre Alma Schell y de su primera hija, María Luisa, de quien tomó el nombre para la muñeca. Durante sus viajes a Alemania, visitó en más de una oportunidad la Feria de Leipzig, donde encargó la creación de la muñeca a la firma alemana Kämmer & Reinhardt. Este primer modelo de Marilú es la versión en pasta de uno de los más conocidos de la mencionada compañía: Mein Liebling (en español: «mi querida»), que ha sido considerada la muñeca más icónica de Alemania. En algún momento entre 1935 y 1936, Larguía cambió de proveedor y empezó a encargar las muñecas a la firma alemana König & Wernicke, algo que duraría hasta finales de la década.

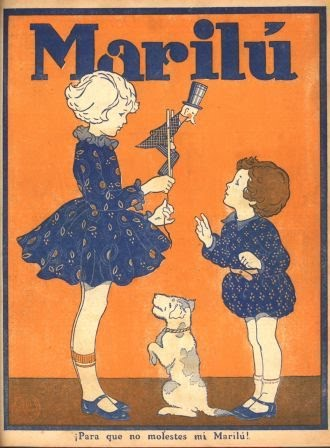
Portada de la revista Marilú de 1935, publicada por la Editorial Atlántida.

El lanzamiento de Marilú alcanzó tal éxito que en marzo de 1933 Larguía logró culminar su proyecto y asimilarlo al precedente francés con la publicación de su propia revista homónima, la cual se editó semanalmente hasta 1936, y mensualmente durante todo ese año. Tanto la aparición de la muñeca como la publicación homónima son ejemplos paradigmáticos de  la cristalización que había adquirido el reconocimiento de las infancias como consumidoras, algo que se venía gestando desde principios de siglo XX. A través de la revista Marilú, Larguía le escribía directamente a las niñas que tenían su muñeca con el pseudónimo de «Tía Susana». También formó el club SDTS (Sobrinitas de Tía Susana), a través del cual las niñas podían escribirse, intercambiar figuritas, moldes y datos sobre Marilú. Según señala la investigadora María Paula Bontempo: «Del mismo modo que hoy se plantea el lanzamiento de un producto, no bastaba con que este estuviera en las vidrieras y escaparates sino que era necesaria la puesta en circulación de significados para darlo a conocer, comprenderlo y desearlo. De eso se trató la publicación, que brindaba "guiones" donde las niñas valoraban una Marilú "legítima" y las moldeaba como consumidoras». Después de 1936, la revista sólo reapareció esporádicamente y en distintos formatos, alternando con Billiken la publicación de moldes para su vestimenta.
Según señala la investigadora Daniela Pelegrinelli:

A su alrededor se creó un mundo de fantasía, a la vez que se realizó una fuerte transmisión de valores, tanto del estilo de vida burgués como de un tipo aceptado de femineidad, emblematizado por el buen gusto en el vestir y el cultivo de virtudes como la piedad, la discreción, la elegancia y la sobriedad. Nacida en plena restauración conservadora, contemporánea de gobiernos surgidos a partir de elecciones violentas signadas por el fraude, creció a tono con la ausencia de las mayorías de la esfera pública, durante un período de auge de la Iglesia católica que alcanzó su más acabada expresión con el Congreso Eucarístico de 1934, evento del que la muñeca participó con un lujoso modelo llamado Congreso Eucarístico. Sin embargo, flexible y diligente para adaptarse a los cambios, supo popularizarse con los años.

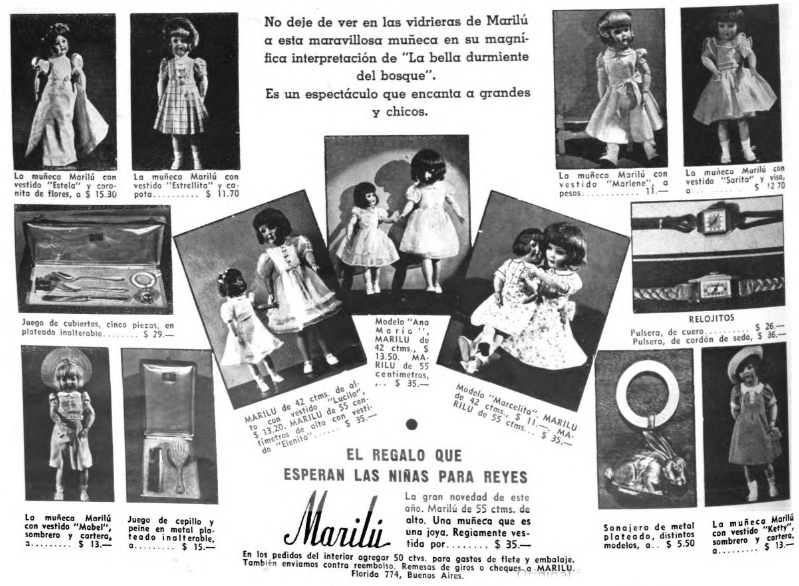
Publicidad de la Casa Marilú publicada en la Revista Atlántida, 1938.

En 1934, Larguía se independizó de Atlántida y fundó la icónica Casa Marilú, inaugurada el 5 de febrero de 1934. Pelegrinelli señala que la Casa Marilú «desplegaba a pequeña escala el sofisticado universo de una infancia ideal: trajes de aviadora y de patinadora, vestidos de día y de noche, artículos para viaje, trajes de comunión, uniformes de escuelas privadas y guardapolvo con portafolio, objetos en miniatura, juegos de muebles de varios estilos, disfraces para carnaval y hasta un piano y un automóvil formaban parte de las posesiones de Marilú». La tienda era reconocida por sus vidrieras, las cuales eran renovadas regularmente y funcionaban como dioramas que representaban diversas situaciones, como escenas patrias, cuentos clásicos o acontecimientos sociales o culturales importantes.
Ubicada en la dirección Florida 774, la Casa Marilú no solo se dedicó a la venta de la muñeca y su amplia variedad de complementos, sino que con los años también se consolidó como una prestigiosa casa de modas prêt-à-porter para niñas. Las prendas más características de la firma fueron los abrigos de paño con cuellos de terciopelo, mientras que tuvo la singularidad de ofrecer modelos a juego para las madres y sus hijas. La costurera y creativa Sara Souto fue la figura fundamental en el funcionamiento de la casa de modas: asistía en el diseño de indumentaria, participaba en los viajes a Europa para comprar los textiles y tenía a su cargo la toma de decisiones en el taller. La sobrina de Souto relata que «Sara fue muy respetada en la firma, tenía un escritorio muy grande dispuesto en un espacio lleno de dibujos, recortes de telas, papeles con revistas de moda y el material de trabajo cotidiano. Otra parte muy importante de su área fue el armado de los desfiles y de las vidrieras de la tienda».

### 1940–1960: Industria nacional

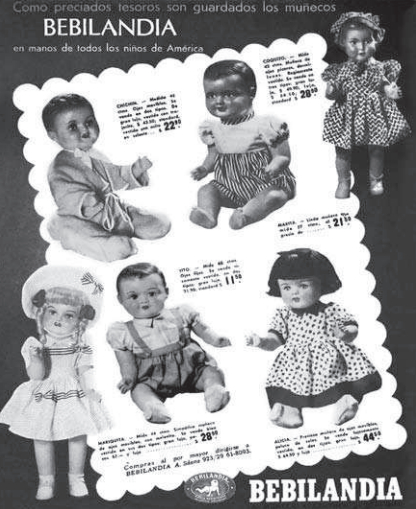
Aviso de la firma Bebilandia publicado en Billiken en 1944, promocionando varios productos de la marca.

El estallido de la Segunda Guerra Mundial en 1939 provocó cambios radicales en la industria de juguetes a escala mundial, ya que se interrumpieron las importaciones casi en su totalidad. Ante este contexto, la fabricación de Marilú pasó a realizarse íntegramente en Argentina, dando origen a la firma Bebilandia, una de las primeras fábricas nacionales de muñecas. Según Pelegrinelli, el «prestigio de Marilú había alcanzado la magnitud suficiente como para respaldar la apertura de una fábrica propia, una maniobra que, a fines de la década del treinta, resultaba muy arriesgada, por la escasez tanto de experiencias previas como de personal idóneo para llevarla adelante». Las primeras instalaciones de la fábrica estaban ubicadas en la calle Yatay 555, en el barrio de Almagro.
A partir de la llegada de la Marilú de industria argentina, la constante publicidad en Billikén empezó a resaltar el origen local de la muñeca, recurriendo al nacionalismo como estrategia de venta con mensajes como: «Niñas Argentinas: para ustedes nuestra industria ha realizado un esfuerzo más. Contribuyan a esta obra patriótica pidiendo siempre muñecas Bebilandia»; o «Contribuyan al progreso de nuestra patria jugando con muñecas argentinas». La aparición de la nueva Marilú fue anunciada en Billiken pocos días antes del 25 de mayo de 1940, coincidiendo deliberadamente con el aniversario de la Revolución de Mayo. El anuncio mostraba a la muñeca escoltada por la bandera argentina, junto al mensaje:

Marilú, la muñeca que no debe faltar en ningún hogar.

Envuelta en los pliegues de nuestra bandera, como un símbolo del continuo engrandecimiento de nuestra patria, la primera Marilú fabricada enteramente en Buenos Aires saluda emocionada a las niñas argentinas y a las de todos los países de América.

Marilú desde que nació fue siempre la muñeca preferida. Ahora sus mamitas podrán añadir al cariño que por ella sienten el orgullo de saber que Marilú representa un verdadero triunfo de nuestra industria nacional.

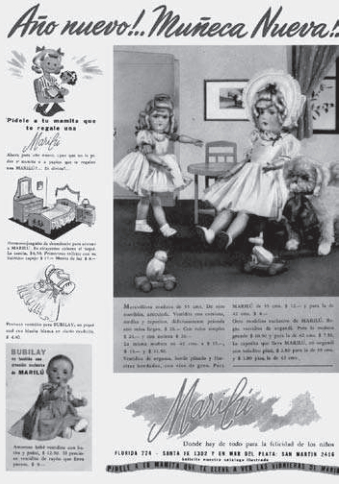
Aviso de Marilú y Bubilay publicado en Billiken, 1952.

La firma Bebilandia se consolidó rápidamente. No solo fabricó a la nueva Marilú local, sino también una gran variedad de muñecas de distintos tipos y tamaños que figuran entre las primeras de la industria argentina. Entre ellas se destacó Bubilay, muñeco bebé introducido en 1940 y presentado como el hermano menor de Marilú. En agosto de 1941, la fábrica se mudó a un local más amplio en la calle Bogado, muy cercano al anterior. En 1943, Bebilandia alcanzó su apogeo y se trasladó a su dirección definitiva: Avenida Sáenz 923, en el barrio de Nueva Pompeya. A partir de ese momento, todas las fases productivas de las muñecas se realizaban en la planta indutrial, incluyendo su vestimenta, la cual no era tan elaborada como la de Marilú en los años 1930 pero aun así superior al del resto de las muñecas nacionales que empezaban a aparecer en el mercado. La planta era dirigida por Lorenzo Dari Larguía, hijo de Alicia Larguía, quien delegaba algunas fases de producción a Esther Souto, hermana de Sara Souto.

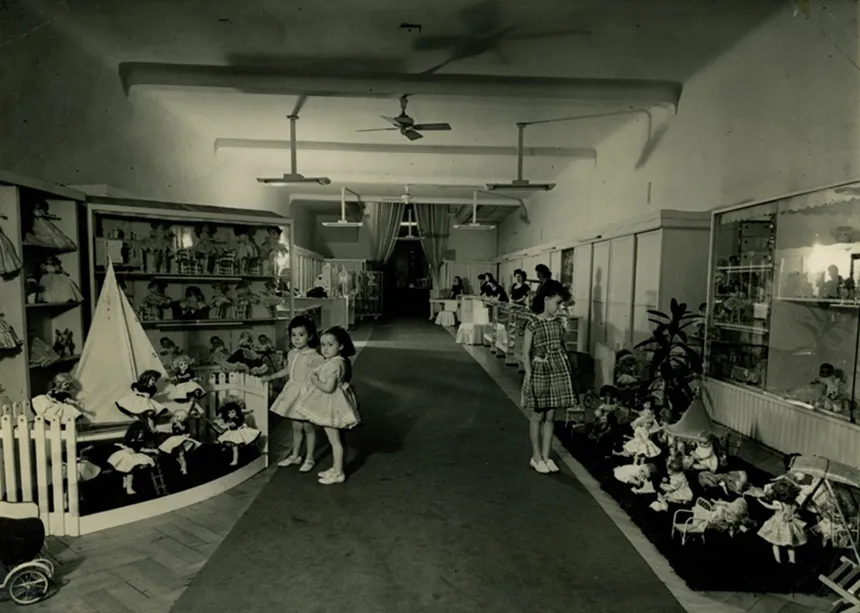
Vista del interior de la Casa Marilú, c. años 1950.

En 1946, la fábrica pasó a llamarse Muñecas y Plásticos Bebilandia y encomendó a la firma  Udavill parte de la comercialización de sus productos. El vínculo comercial entre Larguía y Constancio C. Vigil —director de Atlántida— continuó siendo muy estrecho, y a partir de la segunda mitad de los años 1940 los personajes creados por este último tuvieron una mayor presencia en Bebilandia y en la Casa Marilú, donde se vendían en forma de muñecos y aparecían en los diseños de telas o bordados. A lo largo de los años 1940, Bebilandia produjo una gran variedad de modelos, lo cual reflejó la importancia y dominancia de la firma, la más destacada del país durante la década. Además de Marilú y Bubilay, otras muñecas producidas por Bebilandia fueron Pepito, Tito, Minguito, Chicín, Fifi, Carlitos, Titina, Alicia, Martita, Lita, Pebete, Bebita, Pompón, Coquito, Lolo y Lolita, Mariquita (ex Periquita), Martita, Carmencita, Lucita, Pinita, Yiye y Pillín, entre otros.
Durante los años 1950, Marilú y Bubilay continuaron siendo las muñecas favoritas de las niñas, aunque los demás productos de Bebilandia empezaron a ser eclipsados por otras marcas. Las nuevas muñecas de plástico —realizadas en plastisol— fueron ganando lugar en la industria hasta imponerse definitivamente a finales de la década, ya que este material presentaba muchas ventajas a la hora de jugar. Marilú también competía con muñecas de pasta de otras firmas, como Mariquita Pérez (con su versión fabricada en Argentina) o Linda Miranda. Finalmente, hacia 1960 Larguía vendió la Casa Marilú a su socia Sara Souto, quien decidió abandonar la producción de la muñeca y dedicarse de lleno a la moda femenina, lo que significó el cierre definitivo de Bebilandia. La creadora de Marilú decidió entonces retirarse a una pequeña localidad de Traslasierra, Córdoba, donde vivió sus últimos años. La familia Souto llevó adelante el negocio de la casa de modas hasta mediados de la década de 1970, cuando decidieron vender la marca.

## Características

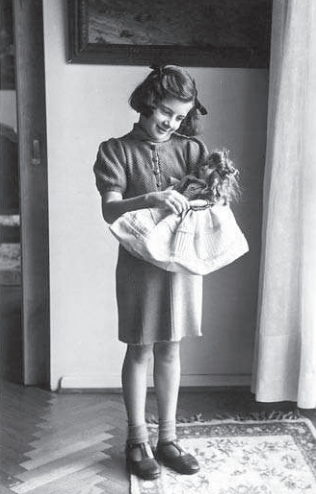
Niña jugando con una muñeca Marilú, c. años 1940.

El diseño de Marilú emulaba a las niñas de la alta buguesía argentina de la época. Tanto la muñeca como la variedad de productos que se vendían junto a ella —ropa, accesorios y muebles— se caracterizaron por su alta calidad. Pelegrinelli señala que en los años 1940, «ningún fabricante [argentino] estaba en condiciones de competir con la calidad y el buen gusto de estas muñecas». A pesar de algunas confusiones recurrentes, no fue una muñeca de porcelana en ningún momento, sino una muñeca de pasta, con cuerpo articulado. La pasta es una «mezcla formada por una sustancia y un aglutinante, que moldeada y secada sirve para producir piezas duras. En otros países se le da el nombre de composición (del inglés, composition). La sustancia base puede ser papel, aserrín, caolín y carbonato o diferentes combinaciones de las que depende su dureza, peso y maleabilidad». A mediados de los años 1950, se introdujo una nueva versión de la muñeca con cabeza de plástico.
El juego que proponía Marilú era, por un lado, el de la transmisión de la maternidad en las niñas —que eran llamadas las mamitas de la muñeca—, pero la vestimenta de la misma también ocupó un rol central. Los avisos alentaban a las niñas a cambiar y renovar la ropa de la muñeca según la ocasión o temporada, con la marca Marilú promocionando así la ropa que elaboraban para acompañar al juguete. Además, las revistas Billiken y Marilú incluían moldes para que las niñas o alguien de su familia cosan el vestuario de la muñeca, y publicaban instrucciones y consejos de moda. De esta manera, Marilú puede ser ubicada dentro de la geneología de las fashion dolls, como las Gaultier, las Huret, o las más recientes Vogue dolls y Barbies.

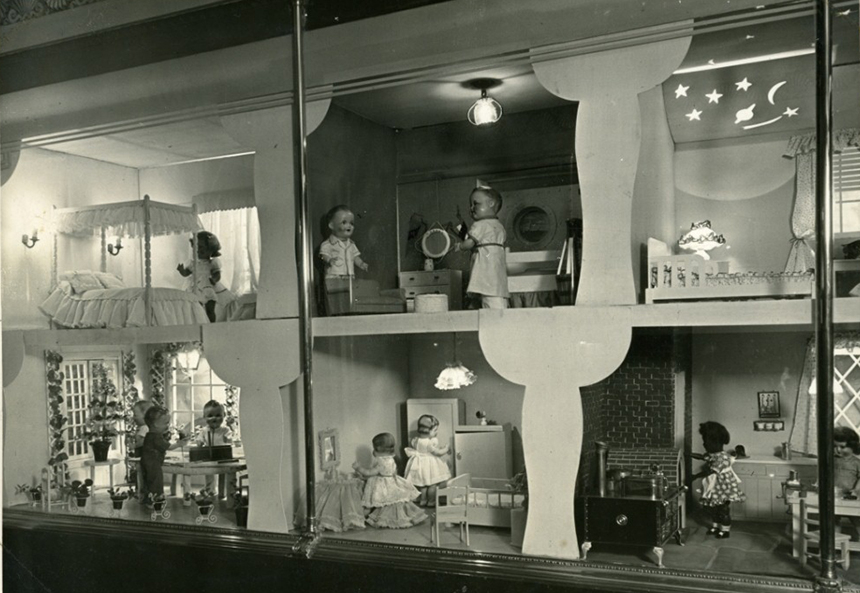
Vidriera de la Casa Marilú recreando una casa de muñecas, la cual exhibe diversos modelos de la marca.

La Marilú del primer período, producida por la firma Kämmer & Reinhardt de 1932 a c. 1936, venía con peluca de mohair con melena corta de cabello rubio, castaño o negro. Están marcadas en la nuca con la típica estrella de David que identificaba a esta fábrica, y el número 917, ambos incisos. Los modelos más tempranos de este grupo también incluyen un sello en la espalda con la inscripción «Marilú Billiken» en tinta azul, indicando que fueron vendidas en los primeros meses de su lanzamiento en el local de Editorial Atlántida. Otras inscripciones incluyen «Marilú» en la espalda, «Made in Germany» en el omóplato o «Marilú Marca Registrada» en la espalda. La Marilú de Kämmer & Reinhardt mide 40 centímetros y venía con camisa, medias y zapatos.
Entre c. 1936 y 1939, Marilú fue fabricada por la también alemana König & Wernicke, y las muñecas de este segundo período se identifican por tener muslos más largos y omóplatos y pies más detallados. Venían en dos tamaños distintos: 42 o 50 centímetros. La Marilú de König & Wernicke también puede ser identificada por las marcaciones que tiene incisas en la nuca, pudiendo ser una combinación de los tres elementos «K&W // Germany // 121/4/0» en distinto orden; o la otra inscripción «4/0 // Germany // Marilú», la cual resulta interesante porque indicaría que la firma realizó un modelo especial para Argentina.
Desde 1940 hasta su discontinuación en 1960, Marilú se fabricó en Buenos Aires a través de la firma Bebilandia. Esta nueva versión hecha en Argentina introdujo un «sutil cambio en el tono de la piel, que pasó del tono rosa al cetrino». El material de las Marilú de industria argentina era una pasta de papel que resultaba en «piezas cálidas y livianas», algo que los fabricantes resaltaban como una de las principales ventajas del producto; como por ejemplo en el Diccionario Comercial e Industrial de la República Argentina de 1942: «En su confección se emplea exclusivamente papel maché, lo que constituye una ventaja con relación a los muñecos importados, ya que el citado papel disminuye el peso del juguete y lo hace mucho más asequible para la exportación y para el manejo de los niños».